# Thingan (Birmanie)
Ne doit pas être confondu avec Thingan (Népal).
Pour les articles homonymes, voir Thingan.
Thingan est un village situé dans le canton de Kalewa, dans le district de Kale, dans la région de Sagaing, dans l'ouest de la Birmanie.